# Angaur (Palau)
Angaur (auch Ngeaur, jap. アンガウル) ist ein administrativer „Staat“ (eine Verwaltungseinheit) von Palau, der aus der Landfläche der gleichnamigen Insel Angaur besteht. Die Fläche des Staats beträgt 8 km²; bevölkert wird das Gebiet von 114 Einwohnern (Stand 2020).

## Geschichte
Vom 17 bis zum 30. September 1944 trugen während des Zweiten Weltkriegs, Japanische und US-amerikanische Truppen die Schlacht um Angaur aus, welche die Amerikaner gewannen. Das Flugfeld stammt aus dieser Zeit. Bis zur Eroberung waren 1400 japanische Soldaten auf der Insel stationiert.